# Photon sombre
Le photon sombre ou photon noir est une particule massive hypothétique du secteur sombre. Il interagirait avec la matière de façon analogue au photon, mais avec une intensité beaucoup plus faible. Cette particule pourrait également interagir avec la matière noire.

## Motivation
Compte-tenu de la riche structure d'interaction des particules du Modèle standard, il est naturel d'envisager un comportement interactif similaire pour des particules qui pourraient composer la matière noire. Les photons noirs seraient à l'origine des interactions entre particules de matière noire et pourraient également ouvrir une fenêtre de nature non gravitationnelle sur l'existence de la matière noire en interagissant faiblement avec les particules du modèle standard,.
L'une des applications des photons noirs a résidé dans l'explication de l'écart entre le moment magnétique anormal mesuré et calculé du muon,, bien que les réalisations les plus simples de cette idée soient désormais en conflit avec d'autres données expérimentales.
Les photons noirs (s'ils sont de très faible masse bien en dessous de l'eV) peuvent être eux-mêmes des candidats à la matière noire. Ceci est théoriquement possible grâce au mécanisme de désalignement.

## Théorie
L'ajout d'un photon sombre au lagrangien du Modèle standard peut être réalisé de manière simple et minimale en introduisant un nouveau groupe de jauge abélien U(1). L'interaction avec les particules du modèle Standard s'obtient le plus souvent via l'ajout d'un opérateur dit de "mélange cinétique" entre le champ de photon sombre correspondant {\displaystyle A^{\prime }} et les champs d'hypercharge du Modèle Standard. L'opérateur en jeu est {\displaystyle F_{\mu \nu }^{\prime }B^{\mu \nu }}, où {\displaystyle F_{\mu \nu }^{\prime }} est le tenseur d'intensité de champ du champ de photons sombres et {\displaystyle B^{\mu \nu }} Désigne le tenseur d'intensité du champ d'hypercharge du Modèle Standard. Après avoir brisé la symétrie électrofaible et diagonalisé les termes contenant les tenseurs d'intensité de champ en redéfinissant les champs, on obtient les termes suivant du lagrangien impliquant le photon sombre :
{\displaystyle {\mathcal {L}}\supset -{\frac {1}{4}}F^{\prime \mu \nu }F_{\mu \nu }^{\prime }+{\frac {1}{2}}m_{A^{\prime }}^{2}A^{\prime \mu }A_{\mu }^{\prime }+\epsilon eA^{\prime \mu }J_{\mu }^{EM}}
où {\displaystyle m_{A^{\prime }}} est la masse du photon sombre qui peut être généré soit par le mécanisme de Higgs, impliquant la présence additionnelle d'un Higgs sombre ou par le mécanisme de Stueckelberg. {\displaystyle \epsilon } est le paramètre décrivant l'intensité du mélange cinétique et {\displaystyle J_{\mu }^{EM}} désigne le courant électromagnétique avec son couplage {\displaystyle e}. Les paramètres fondamentaux de ce modèle sont donc la masse du photon sombre et l'intensité du mélange cinétique. Si la nouvelle symétrie de jauge U(1) n'est pas brisé, le photon sombre sera de masse nulle et sera donc le porteur d'une interaction à longue portée,. Cette interaction sera néanmoins indistinguable de l'électromagnétisme et n'aura aucune conséquence expérimentale en soi.
L'incorporation de nouveaux fermions de Dirac comme particules de matière noire dans cette théorie peut être réalisé simplement. Dans le cas d'un photon sombre de masse nulle, ces fermions deviennent alors des particule millichargée (c'est-à-dire présentant une toute petite charge électrique), qui font actuellement l'objet de diverses recherches expérimentales,.